# استان آزوای
استان آزوای (به اسپانیایی: Azuay Province) یک منطقهٔ مسکونی در Ecuador است که در Ecuador واقع شده‌است.

## خصوصیات
استان آزوای ۷٬۹۹۸ کیلومترمربع مساحت و ۷۰۲٬۸۹۳ نفر جمعیت دارد.